# Miguel Ángel García Tébar
Miguel García, właśc. Miguel Ángel García Tébar (ur. 26 września 1979 w Albacete) – hiszpański piłkarz występujący na pozycji pomocnika.
24 października 2010 roku w 61. minucie spotkania ligowego pomiędzy UD Salamanca, a Realem Betis Miguel doznał zatrzymania akcji serca i upadł na boisko. Dzięki szybkiej interwencji lekarzy, którzy przeprowadzili masaż, po kilku minutach akcja serca została przywrócona. W późniejszym oświadczeniu klubu podano, iż Garcia czuje się już lepiej i przechodzi dokładne testy medyczne w szpitalu uniwersyteckim w Salamance. Następnego dnia lekarze z oddziału kardiologicznego poinformowali, że z powodów zdrowotnych Hiszpan będzie musiał zakończyć karierę.